# Piper pothophyllum
Piper pothophyllum är en pepparväxtart som beskrevs av William Trelease. Piper pothophyllum ingår i släktet Piper och familjen pepparväxter. Inga underarter finns listade i Catalogue of Life.